# Marge Mogollón

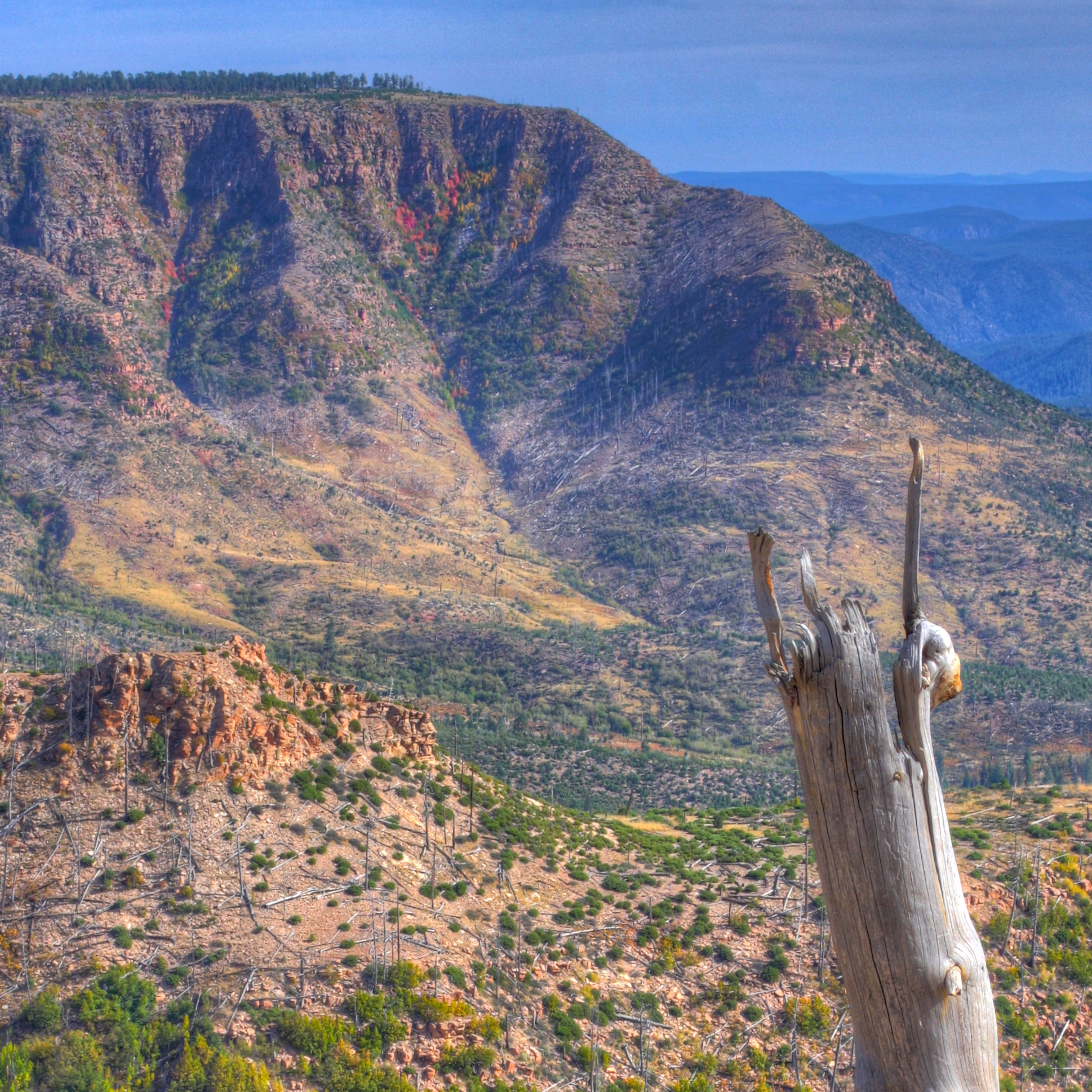
Vista del marge Mogollón, a l'est del poble de Pine

El marge Mogollón és un accident topogràfic i geològic que travessa l'estat d'Arizona. S'estén uns 320 quilòmetres des del nord del Comtat de Yavapai cap a l'est fins a prop de la frontera amb Nou Mèxic.
El marge és un escarpament que defineix l'extrem sud-oest de l'altiplà del Colorado, Les seves parts centrals i més espectaculars es caracteritzen per alts penya-segats de calcària i de gres, és a dir, els penya-segats de pedra calcària de Kaibab i Coconino L'escarpa es va crear per l'erosió i les falles, creant canyons com el Fossil Creek Canyon i el Pine Canyon. El nom Mogollon prové de Juan Ignacio Flores Mogollón, el governador espanyol de Nou Mèxic de 1712 a 1715.
El marge Mogollón és un important límit florístic i faunístic: les espècies característiques de les muntanyes Rocoses viuen a l'altiplà que forma la part superior del marge, i les espècies natives de la Sierra Madre Occidental de Mèxic viuen en els vessants que formen la part inferior del marge i a l'arxipèlag Madrense (serra alta i aïllada) més cap al sud.
L'estrat més alt de gres del marge Mogollón, anomenat l'estrat de la pedra gres de Coconino, forma espectaculars penya-segats blancs, que de vegades arriben a centenars de metres d'altura.